# Jupiter Ascending
Jupiter Ascending is een Australisch-Amerikaanse sciencefictionfilm, genre Space opera uit 2015, geschreven, geregisseerd en geproduceerd door Lana & Lilly Wachowski. De film ging in wereldpremière op 27 januari op het Sundance Film Festival als verrassingsfilm.

## Verhaal
Jupiter Jones is een doodgewone schoonmaakster, hoewel er bij haar geboorte voorspeld werd dat ze voorbestemd was voor grootse dingen. Op een dag wordt ze door boosaardige buitenaardse wezens, die lijken op grey aliens, aangevallen en deze proberen haar te doden. Net op tijd arriveert de genetisch gemanipuleerde ex-militair Caine Wise om haar te redden. Met de hulp van diens vriend Stinger Apini komt ze de waarheid te weten over haar leven en haar belang voor de toekomst van de kosmos.

## Rolverdeling
| Acteur             | Personage       |
| ------------------ | --------------- |
| Mila Kunis         | Jupiter Jones   |
| Channing Tatum     | Caine Wise      |
| Sean Bean          | Stinger Apini   |
| Eddie Redmayne     | Balem Abrasax   |
| Douglas Booth      | Titus Abrasax   |
| Tuppence Middleton | Kalique Abrasax |
| Gugu Mbatha-Raw    | Famulus         |